# Trophos
Trophos est une startup biopharmaceutique dont le siège est situé à Marseille. Elle est spécialisée dans le criblage à haut débit des molécules sur des systèmes cellulaires, afin de concevoir et développer des molécules thérapeutiques pour le traitement de maladies neurodégénératives dont la sclérose latérale amyotrophique (maladie de Charcot), l'amyotrophie spinale infantile et la maladie d'Alzheimer, ainsi que l'ischémie cardiaque,. 
En 2015, son produit candidat phare, Olésoxime, fait l'objet d'un achat conditionnel par Roche, mais en 2018, l'entreprise annonce l'arrêt du développement du produit à la suite d'essais cliniques peu concluants.

## Historique

### Création
Créée le 21 décembre 1998 à Marseille avec un capital de 250 000 francs (38 000 euros),, Trophos est un spin-off du laboratoire de recherche CNRS/ Université de la Méditerranée et de Luminy. La société a été fondée par deux entrepreneurs, Antoine Béret et Michel Delaage, et trois chercheurs, Christopher Henderson, Jean-Louis Kraus et Olivier Pourquié,,,.

### Levée de fonds
En 2001, un premier tour de table et une levée de 5,2 millions d'euros sont menés. Un premier programme de recherches est financé par l'association française contre les myopathies (AFM) à hauteur de 20 millions de francs (3,05 millions d'euros). Deux ans plus tard, un second tour de table et une levée de 6,4 millions d'euros sont menés. Un deuxième programme de recherche est financé par l'AFM à hauteur de 3,4 millions d'euros.
En 2005, un essai clinique permet de tester une famille de molécules lipidiques dont dérivera l'Oléxosime. La société a levé depuis sa création 11,4 millions d'euros. En 2007, un troisième tour de table et une levée de 14,5 millions d'euros sont réalisés. Un quatrième programme de recherche est financé par l'AFM à hauteur de 5 millions d'euros. La société a levé depuis sa création 43,5 millions d'euros dont 26,5 millions de capital.

### Accord avec Actelion
Un accord est passé entre Actelion et Trophos pour une option d'acquisition à 125-195 millions d'euros de Trophos en 2010. La société subit son premier plan social. L'année suivante, à la suite des résultats négatifs de l'Olésoxime en étude clinique de phase III pour le traitement de la sclérose latérale amyotrophique, Actelion ne prend pas son option,.

### Rachat par Roche
En 2012, un second plan social touche la startup. Les résultats prometteurs de l'Olésoxime (TRO 19 622) en étude clinique de phase II en 2014 permettent l'année suivante un rachat par Roche pour une promesse de 470 millions d'euros.
Début 2015 Roche prend une participation majoritaire pour un montant de 700 millions d'euros,.
En 2018, Roche annonce l’arrêt du développement du produit à la suite d"essais cliniques peu concluants.

## Financement
Au début de 2015, le financement total de Trophos avoisinait 100 millions d'euros dont 40 millions de capital risque.
Avant l'acquisition par Roche à hauteur de 100%, le capital se repartissait entre,,, :
- un Consortium de fonds d'investissements composé de ACG Management (ex Viveris Management) (19%), Turenne Capital (17,5 %), Vesale Partners (16 %), OTC Agregator (depuis 2007) (11  %), Amundi Private Equity Funds, Sofipaca. Certains investisseurs s'étaient retirés b: CM-CIC Capital Privé et Sofimac ;
- l'AFM-Téléthon (9%) ;
- une soixantaine d’employés, proches et fondateurs (21%).

Autres Financements :
- Commission européenne (Projet MitoTarget) ;
- AFM-Téléthon (15+ millions d'euros) ;
- Agence nationale de la recherche ;
- Oséo innovation (4 millions d'euros)[5].